# Wanda Grabińska
Wanda Grabińska-Woytowicz (ur. 6 czerwca 1902 w Radomiu, zm. 15 czerwca 1980 w Albion) – polska prawniczka, pierwsza kobieta na stanowisku sędziowskim w Polsce, członkini Rady Naczelnej Narodowej Organizacji Kobiet.

## Życiorys
Dzieciństwo i wczesną młodość spędziła w Radomiu. Edukację kilkukrotnie przerywała z powodu złego stanu zdrowia. W 1924 roku zdobyła dyplom uniwersytecki na wydziale prawa Uniwersytetu Warszawskiego, po czym została aplikantką sądową. Aktywnie działała w Towarzystwie Opieki nad Więźniami „Patronat”. W 1927 roku złożyła podanie, w którym ubiegała się o nominację sędziowską. W podaniu wskazała na konstytucję, która przyznawała kobietom równe prawa z mężczyznami w dostępie do stanowisk publicznych. Po 18 miesiącach jej podanie rozpatrzono pozytywnie i 6 marca 1929 roku została asesorem sądowym. Tym samym Grabińska została pierwszą kobietą sędzią w Polsce. Francuski dziennik „Le Journal” doniósł, że tego samego roku ówczesna przewodnicząca Międzynarodowej Federacji Kobiet Zawodów Prawniczych, Agathe Dyvrande-Thevenin, przedstawiła Grabińską ministrowi sprawiedliwości Lucienowi Hubertowi by zapytać, kiedy powstanie ustawa, która umożliwiłaby także Francuzkom dostęp do sądownictwa. Od 1930 roku była także delegatem rządu w Komisji Spraw Społecznych Ligi Narodów, w której przede wszystkim zaangażowała się w stworzenie Zbioru reguł dla sądów do spraw nieletnich, zakładów wychowawczych i organów pomocniczych. Od 30 września 1929 sprawowała urząd sędziego sądu grodzkiego w Warszawie ds. nieletnich. W październiku 1932 złożyła rezygnację z urzędu i została zwolniona dekretem prezydenta RP. Po rezygnacji ze stanowiska sędziego objęła posadę radcy w Ministerstwie Opieki Społecznej.
Zajmowała się przede wszystkim tematyką nieletnich i ochroną praw kobiet. Opowiadała się za stworzeniem domów poprawczych dla dziewcząt, gdyż skazane wyrokiem sądu dziewczęta trafiały bezpośrednio do więzienia (domy poprawcze przyjmowały wówczas wyłącznie chłopców). Jako specjalistka w tej dziedzinie, została poproszona o przygotowanie hasła „nieletni” w Encyklopedii Podręcznej Prawa Karnego pod redakcją Wacława Makowskiego (tom 3, s. 1012–1061).
W 1928 była członkinią Rady Naczelnej Narodowej Organizacji Kobiet. W maju 1929 została przewodniczącą komitetu organizacyjnego związku kobiet z wyższym wykształceniem prawniczym w Polsce jako oddziału Federation Internationale des Femmes Avocats et Diplomes en Droit w Paryżu. Była jedną z założycielek i członkinią zarządu Polskiego Związku Kobiet z Wykształceniem Prawniczym (1929), była aktywną członkinią Międzynarodowej Federacji Kobiet Zawodów Prawniczych i Międzynarodowego Zrzeszenia Sędziów dla Nieletnich. Należała także do Polskiego Stowarzyszenia Kobiet z Wyższym Wykształceniem.
Od 19 maja 1931 do 17 września 1946 (rozwód) była pierwszą żoną Bolesława Woytowicza, kompozytora i pianisty.
W 1947 roku wyemigrowała do Stanów Zjednoczonych.
Zmarła 15 czerwca 1980.